# The Mar-Keys
The Mar-Keys waren eine US-amerikanische Soul-Band aus Memphis und die erste Studioband des Soul-Labels Stax Records. Neben ihren musikalischen Qualitäten ist an den Mar-Keys bemerkenswert, dass sie als weiße Band schwarze Musik spielten. Sie trugen zur Entwicklung der Soulmusik in den 1960er-Jahren bei.

## Bandgeschichte
Obwohl sie nur einen Hit zu verzeichnen hatten, waren sie doch eine der wichtigsten Bands der Musikszene von Memphis. Gegründet wurden sie als College Band unter dem Namen The Royal Spades, und als sie ihre erste Platte aufnahmen, änderten sie ihren Namen in "The Mar-Keys", einem Wortspiel mit "marquee" (Markise), die es vor dem Stax-Studio gab, und key (Tonart). Auch wenn sie eine gefragte Sessionband waren, veröffentlichten sie auch Platten unter ihrem eigenen Namen. Die Single Last Night / Night Before (Stax 107) vom Juli 1961 wurde ihr größter Charterfolg und erreichte #3 in den Popcharts und  #2 in den R&B-Charts. Über die Musiker, die bei den Aufnahmen des Masterbandes dabei waren, herrscht Unklarheit. Ursprünglich war der Song nur ein Riff, das im Laufe eines halben Jahres ausgearbeitet wurde, was auch die Diskussionen über die Besetzung erklärt. Donald Dunn ist sich sicher, dass er bei der Mastersession nicht dabei war, wohl aber bei der vorletzten Aufnahme. Der Song wurde der erste landesweite Hit für Stax-Records. Pop-Eye Stroll, The Morning After und Philly Dog folgten, konnten den Erfolg von Last Night aber nicht erreichen.
The Mar-Keys wurden die Studioband von Stax Records, die der Mutter von Charles "Packy" Axton und seinem Onkel gehörte, wobei es, so wie es bei Stax üblich war, auch noch andere Musiker gab, die bei den Aufnahmen mitspielten. Sie waren auf vielen bedeutsamen Aufnahmen des Labels zu hören. Aber auch andere Studios verwendeten sie als Sessionband, so FAME Records in Muscle Shoals, Alabama. Als Tourband begleiteten sie William Bell, Sam & Dave, Wilson Pickett, Eddie Floyd, Otis Redding und andere Größen des Southern Souls.
Aus den Mar-Keys entwickelten sich später verschiedene Gruppen. 1962 verließen Steve Cropper und Donald Dunn  die Band und bildeten mit Booker T. Jones und Al Jackson, Jr. Booker T. & the M.G.’s. Wayne Jackson bildete mit dem Saxophonspieler Andrew Love und dem Baritonsaxophonisten  Floyd Newman die Memphis Horns. Packy Axton formierte die Packers, die 1965 einen Hit (Hole In The Wall) in den R&B Charts (#5) hatten. Don Nix arbeitete an einer Solokarriere, wurde aber später Produzent und arbeitete mit Größen wie Jeff Beck, John Mayall, Albert King, Freddie King und Delaney & Bonnie. Steve Cropper und Donald Dunn spielten in den 1970er und 1980er Jahren bei den The Blues Brothers und waren auch im gleichnamigen Film zu sehen. Die Band spielte zwar noch die ganzen 1960er Jahre in verschiedenen Besetzungen, aber die Rolle der Studioband von Stax Records übernahmen in dieser Zeit Booker T. & the M.G.’s. 1971 lösten sie sich schließlich offiziell auf.

## Diskographie

### Alben
- 1961: The Last Night! Atlantic
- 1962: Do the Pop-Eye Atlantic
- 1966: The Great Memphis Sound Atlantic
- 1967: Back to Back Atlantic
- 1968: Mellow Jelly Atlantic
- 1969: Damifiknow! ZYX Music
- 1970: Memphis Horns Cotillion
- 1971: Memphis Experience Stax
- 1976: High on Music RCA[1]

### Singles
- 1961: Last Night / Night Before (Stax 107)
- 1962: Morning After / Diana (Stax 112)
- 1962: About Noon / Sack O-Woe (Stax 114)
- 1962: Foxy / One Degree North (Stax 115)
- 1962: Popeye Stroll / Po-Dunk (Stax 121)
- 1962: What’s Happenin’ / You Got It (Stax 124)
- 1962: Sack O Woe / Sailor Man Waltz (Stax 129)
- 1963: Bo-Time / The Dribble (Stax 133)
- 1964: Bush Bash / Beach Bash (Stax 156)
- 1965: Banana Juice / The Shovel (Stax 166)
- 1965: Grab This Thing Part 1 / Grab This Thing Part 2 (Stax 181)
- 1966: Philly Dog / Honey Pot (Stax 185)
- 1969: Double or Nothing / Knock On Wood (Stax 0029)[6]